# Finn Hansen
Finn Khrylmand Hansen (* 4. März 1955 in Gråsten) ist ein ehemaliger dänischer Dressurreiter.

## Karriere
Finn Hansen belegte bei den Olympischen Sommerspielen 1996 in Atlanta mit seinem Pferd Bergerac im Dressurreiten-Einzel den 22. Rang.